# Андрущенко Максим Русланович
Максим Русланович Андрущенко (нар. 5 квітня 1999, Житомир, Україна) — український футболіст, півзахисник.

## Життєпис
Вихованець житомирського СК «Олімпієць». У юному віці перебрався до академії донецького «Шахтаря», за молодіжні команди якого виступав протягом семи років. У сезоні 2017/2018 захищав кольори «Шахтаря» U19 у юнацькій Лізі Чемпіонів УЄФА. У 2020 грав у сербських клубах «Спартак» (Суперліга) і «Дубочіца» (Перша ліга). У зимове міжсезоння 2020/2021 підписав контракт з ФК «Полісся» (Житомир).